# Vranov (Mimoň)
Vranov (německy Rabendorf, tedy havraní ves) je malá vesnice, administrativní část města Mimoň v okrese Česká Lípa, Libereckém kraji. Nachází se asi 2 km na severovýchod od okraje a 3 km od středu Mimoně. Je zde evidováno 38 adres. Trvale zde žije 50 obyvatel.

## Údaje ovsi
Vranov leží v katastrálním území Vranov pod Ralskem o rozloze 2,01 km2. V katastrálním území Vranov pod Ralskem leží i další vesnička, Srní Potok.
Vesnice Vranov je položená na úpatí hory se zřícenou hradu Ralsko. Podle turistického rozcestníku je hrad 2 km daleko a Vranovské skály 300 metrů. S Mimoní ji spojuje Vranovská alej (původně jubilejní alej císaře Františka Josefa I.) pro pěší chůzi. Alej byla vysázena v roce 1898, kdy císař slavil 50 let svého panování. Provoz motorových vozidel je v ní zakázán.
V letech 1883 až 1960 byla obec samostatná, dříve i poté byla a je součástí spádově nejbližší Mimoně.
Do vsi zajíždí MHD z Mimoně, je zde 1 restaurace a pomníček obětem válek. Hřbitov je u silnice k Srnímu Potoku.

## Chráněná území
Na katastru obce jsou evidovány přírodní památka Vranovské skály a přírodní rezervace Ralsko.

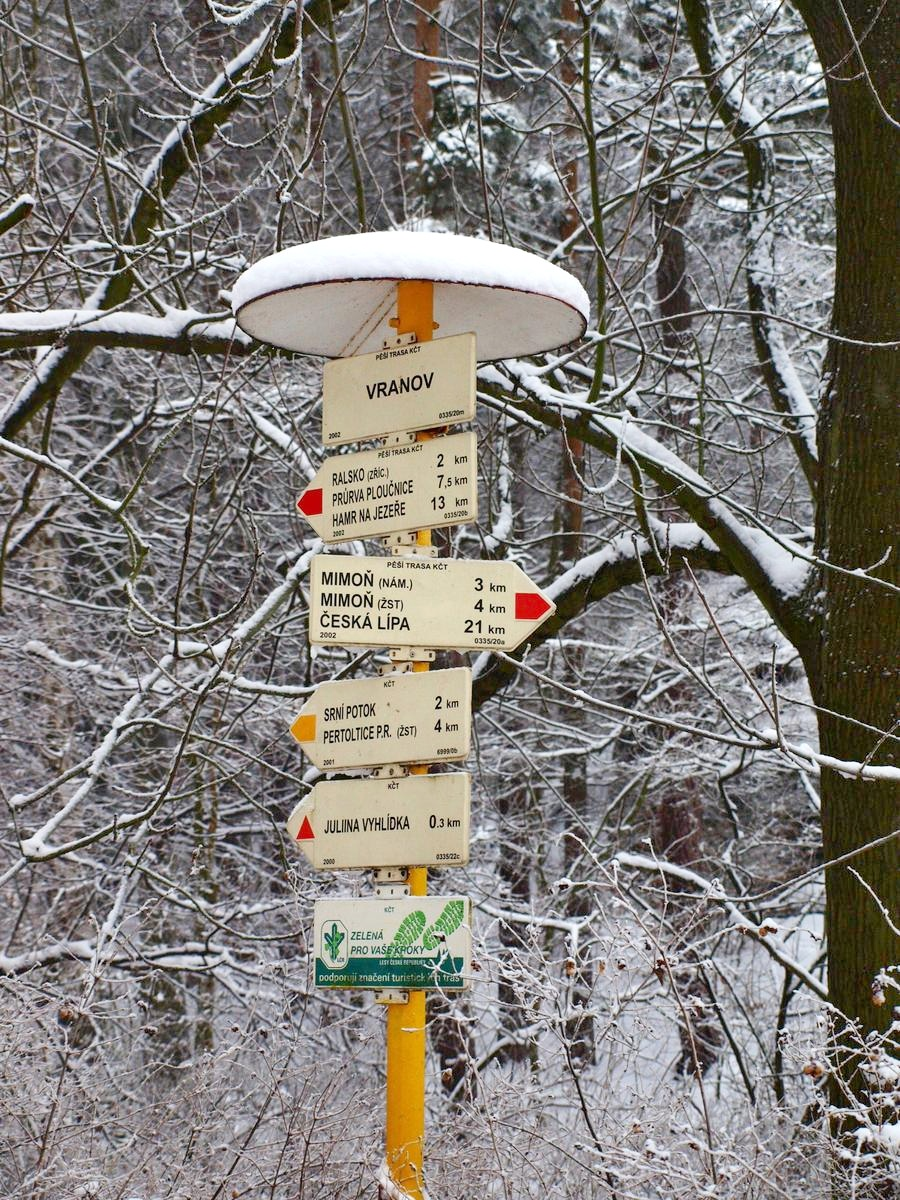
Rozcestník na okraji obce

### Reference

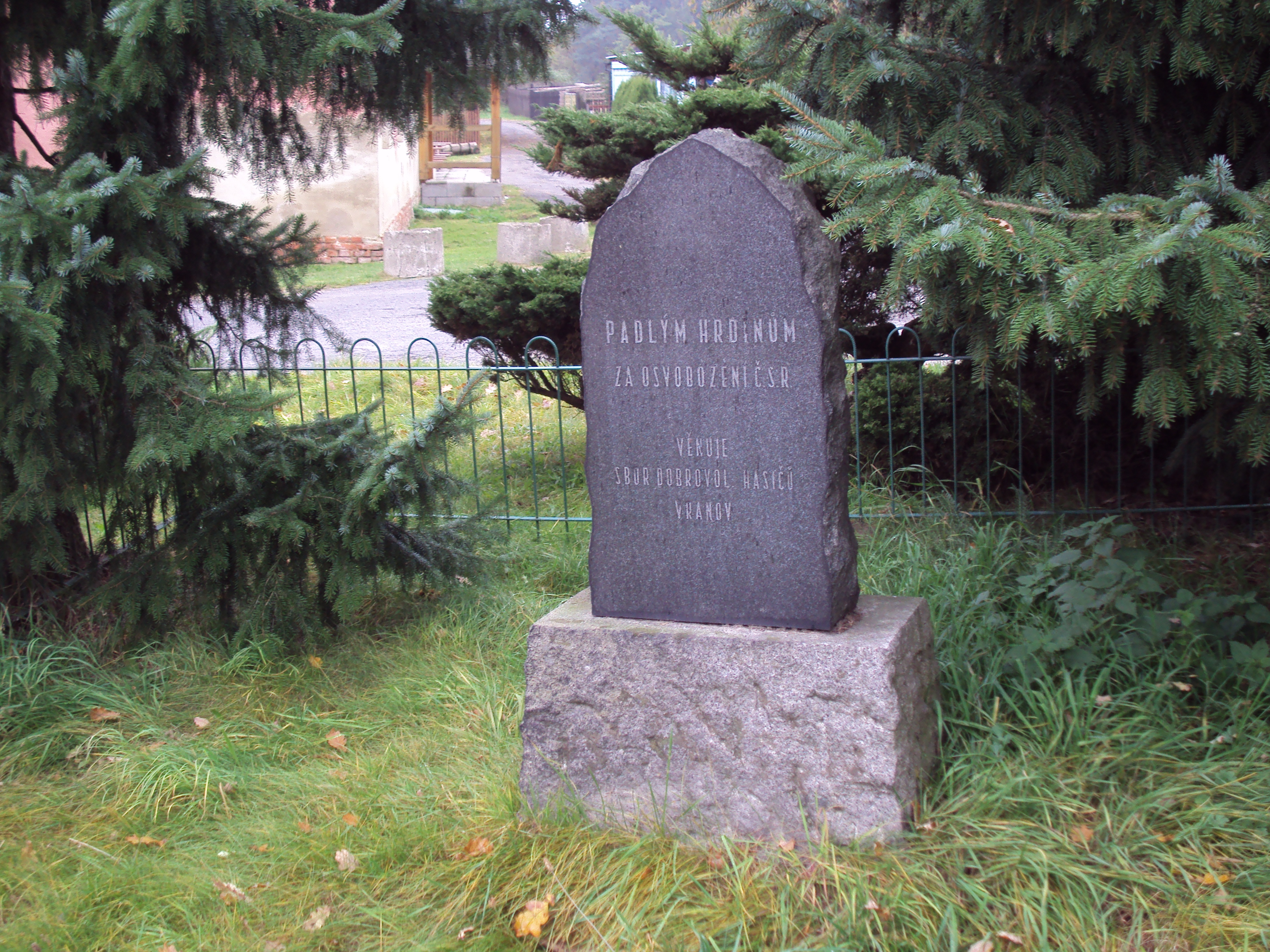
Pomníček obětem válek